# Ковч Олександр Миколайович
Олексáндр Миколáйович Ковч (нар. 16 березня 1971, с. Річиця Ратнівського району Волинської області, УРСР) — український письменник, педагог.
Член Національної спілки письменників України з 29 травня 2025 р.

## Біографія
Народився 16 березня 1971 року у с. Річиця Ратнівського району Волинської області.
З 1978 року навчався в Річицькій середньій школі, з січня 1985, через переїзд батьків, перейшов до сьомого класу Гірниківської школи, яку закінчив у 1988 році з золотою медаллю.
Перші поетичні спроби у 1987 році завдяки Дмитру Полікарповичу Іващенку, вчителю української мови та літератури Гірниківської середньої школи.
З 1988 по 1993 рік — студент природничо-географічного факультету Луцького педагогічного інституту ім. Лесі Українки за спеціальністю «вчитель географії та біології». Учасник КВК (Двічі чемпіон Волині у складі команди факультету, учасник збірної команди КВК інституту).
Трудову діяльність розпочав вчителем географії Гірниківської середньої школи 15 серпня 1993 року.
З лютого 1995 по травень 2001 року — заступник директора з виховної роботи Гірниківської школи І-ІІІ ступенів та школи І-ІІІ ступенів, дитячий садку в с. Гірники. У вересні 2001-серпні 2005 — вчитель географії та біології там же, а з вересня 2005 року по січень 2022 року — директор.
З 22 січня 2022 року по 1 жовтня 2023 року — директор Гірниківського ліцею Ратнівської селищної ради.
З жовтня 2023 року до листопада 2023 року — в.о. директора Гірниківського ліцею Ратнівської селищної ради.
З січня 2024 року — вчитель біології та основ здоров'я Луцького ліцею № 4 ім. Модеста Левицького.
Перша публікація поезій у районній газеті «Ратнівщина» у серпні 1990 року, з того часу понад 150 публікацій у цій газеті. Публікація у альманасі «Світязь-8». У другій половині 90-х вів колонку «Перевірено на собі» у газеті «Вісник і К°».
Чотири рази ставав лауреатом обласного етапу конкурсу «Учитель року»: двічі у номінації «Біологія», двічі — «Керівник закладу освіти» (усі 4 рази — 2 місце).

## Політика
Депутат Ратнівської районної ради ІV-VII скликань.
З 2020 року депутат Ратнівської селищної ради.

## Родина
Дружина — Тетяна Сергіївна Ковч — вчителька біології в Гірниківському ліцеї Ратнівської селищної ради.

## Творчі здобутки

### Поетичні добірки
- «Світязь» (2001)

### Автор поетичних та прозових книжок
- «Далі буде…» (2023)
- «Нотатки на полях» (2024)